# 京成高砂駅

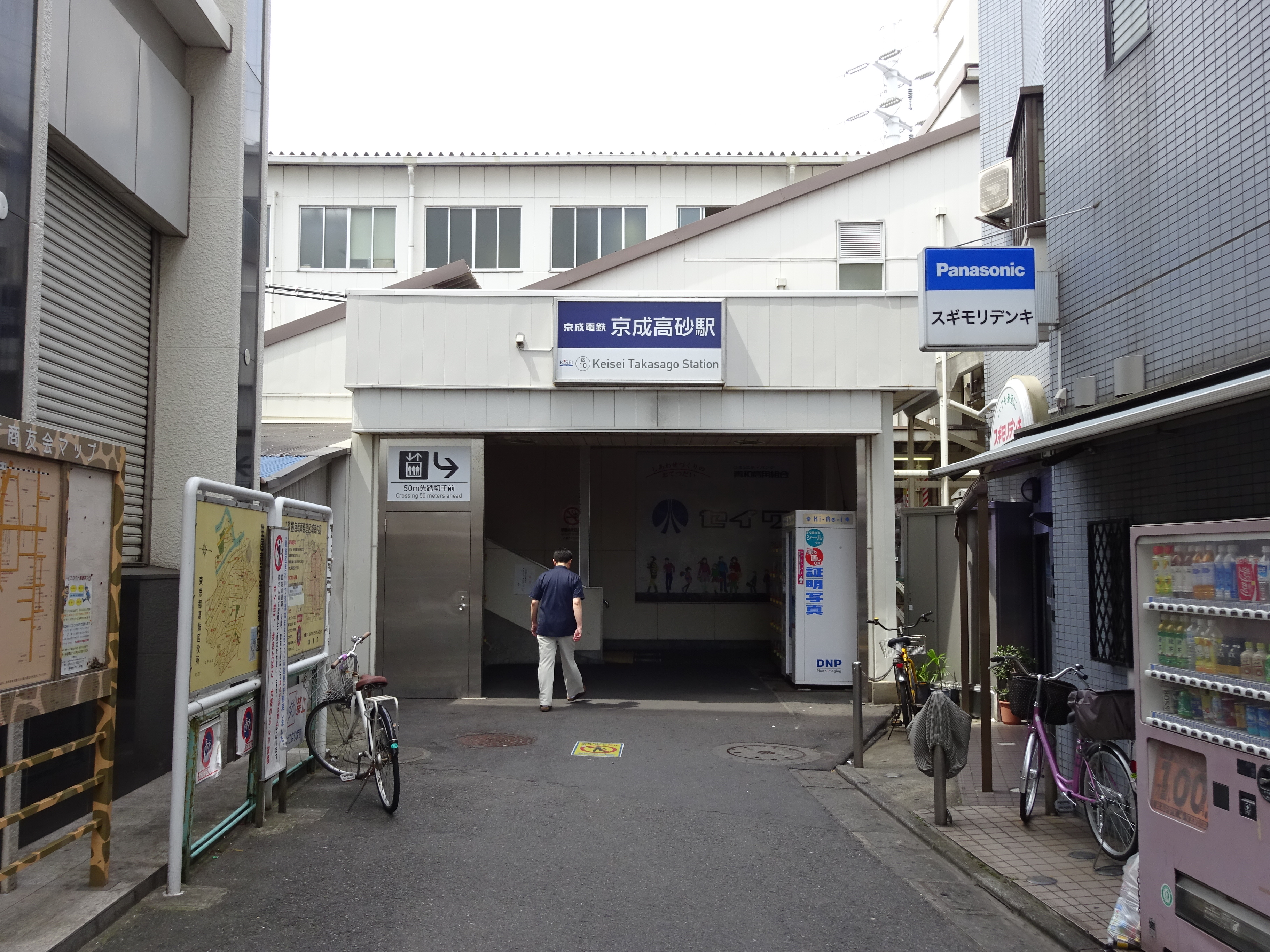
南口（2016年6月11日）

京成高砂駅（けいせいたかさごえき）は、東京都葛飾区高砂五丁目にある、京成電鉄・北総鉄道の駅である。

## 概要

### 乗り入れ路線
- 京成電鉄
  - 本線
  - 金町線
  - 成田空港線（成田スカイアクセス線[注釈 1]）
- 北総鉄道
  - 北総線[注釈 2]

東京23区東部の交通の要衝の一つで、京成電鉄と北総鉄道の共同使用駅であるが、駅名に「京成」を冠する。駅管理は京成電鉄が行っている。駅番号は京成電鉄に対してのみ付与されており、KS10である。
本線以外の3路線は当駅が起点で、このうち金町線以外は全て直通運転の設定がある（京成上野・押上・都営線方面 - 印旛日本医大・京成船橋方面）。
この駅は本線（京成船橋経由）のルートと京成成田空港線・北総線（印旛日本医大経由）のルートの分岐駅となっており、隣の青砥駅ともども京成におけるジャンクション駅として機能している。

## 歴史
- 1912年（大正元年）11月3日 - 曲金駅（まがりかねえき）として開業[2][3]。当初は現在地より京成小岩寄り、本線と金町線の分岐部にあった。
- 1913年（大正2年）6月26日 - 曲金駅を高砂駅に改称[2][3]。柴又帝釈天の参詣客から「『曲金』では縁起が悪い」と言われたための改称だった[4]。
- 1931年（昭和6年）11月18日 - 高砂駅を京成高砂駅に改称[3]。
- 1954年（昭和29年）12月30日 - 改良工事により現在地に約170m移転[4]。
- 1991年（平成3年）3月31日 - 北総開発鉄道北総・公団線（現・北総鉄道北総線）が当駅まで延伸し[5]、京成本線と直通運転開始、乗換駅となる[6]。
- 1997年（平成9年）3月1日 - コンコース拡張工事完成[4]。
- 2010年（平成22年）
  - 7月5日 - 金町線用高架ホームが完成[7]。これに伴うダイヤ改正で金町線と本線の直通運転が廃止される[7]。
  - 7月17日 - 北総線経由で当駅と成田空港駅を結ぶ成田空港線（成田スカイアクセス線）が開業[8]。これにより「アクセス特急」の停車駅となる。
- 2022年（令和4年）11月17日 - 構内の車両基地内で脱線事故が発生。原因は運転士の内規違反でポイントが損傷した為[9]。

## 駅構造

### 駅舎・ホーム
島式ホーム2面4線（地平）および単式ホーム1面1線（高架）を持つ駅で、橋上駅舎を有している。京成電鉄が駅業務全般を行う。京成本線・成田スカイアクセス線（成田空港線）・北総線は地平の2面4線で、同一線路・ホームを使用する。1954年の移転前は、本線・金町線ともに線別の相対式ホーム2面2線を有し、本線下りと金町線上りは同一のホームベース型の中ホームであった。
駅東側に京成の高砂車庫が設置されている。当駅が始発・終着となる列車も多数設定されており、押上・都営線方面と京成上野方面は毎時1本程度始発列車がある。当駅 - 青砥間は複々線となっている。
京成については本線・成田スカイアクセス線と金町線が別線路・ホームとなっており、金町線は高架の5番線（コンコースと同一フロアからスロープで連絡）を使用しているが、同一社線ながら別改札となっている。同一乗車券（普通乗車券・ICカード）による改札外乗り換え（途中出場）は60分以内の時間制限が設けられており、これを超過すると当駅「下車」扱いとなり、普通乗車券は無効、ICカードは当駅で運賃計算が打ち切られる。5番線ホームができた当初は、乗り換え用の自動改札機は他の改札機と区別できるように緑色の配色となっていた（ICカードはどの改札機からも乗り換え可能）が、2016年1月現在、磁気乗車券が投入可である自動改札機が青色、ICカード専用の自動改札機がピンク色の配色となっており、すべての改札機が乗り換え可となっている。
発車標は、1番線から4番線ホームにはフルカラーLED式のものが、5番線（金町線）ホームには3色LED式のものが設置されている。
高砂管区として、京成小岩駅・江戸川駅を管理下に置いている。以前は自駅のみ管理だったが、小岩管区の廃止により当管区に統合された。
| 番線                                                 | 路線                        | 方向 | 行先                                                                 | 備考 |
| ---------------------------------------------------- | --------------------------- | ---- | -------------------------------------------------------------------- | --- |
| 京成本線・成田スカイアクセス線・北総線のりば（地平） |                             |      |                                                                      | |
| 1・2                                                 | 京成本線 （押上線直通含む） | 上り | 青砥・日暮里・京成上野・押上・ 都営浅草線 浅草・ 京急線 羽田空港方面 | 日中は快速特急（始発を除く）、快速、羽田空港行列車が1番線 普通京成上野行きと当駅始発横浜方面特急が2番線発 |
| 3・4                                                 | 京成本線                    | 下り | 京成船橋・京成津田沼・京成佐倉・京成成田・成田空港・京成千葉方面     | 日中は快速が3番線発、快速特急、普通が4番線発                                                              |
| 3・4                                                 | 北総線 成田スカイアクセス線 | 下り | 東松戸・新鎌ヶ谷・印旛日本医大・ 空港第2ビル・成田空港方面           | 原則3番線発、一部普通・アクセス特急が4番線発                                                              |
| 金町線のりば（高架）                                 |                             |      |                                                                      | |
| 5                                                    | 金町線                      | 下り | 柴又・京成金町方面                                                   | |

- 上表の路線名は成田空港線開業後の旅客案内の名称に基づいている。
- 実際の3・4番線の方面標識では、北総鉄道北総線独自の路線案内がなく、京成電鉄の「成田スカイアクセス線」の方面表記に「北総線」を含む形としている（両路線の関係については各路線の項目を参照のこと）。
- 3・4番線は「京成本線経由」と「成田スカイアクセス線経由」（北総線含む）の2方向が同じ線路から発車するため、注意を加えた接近放送が流れる。
- 配線の関係上、1番線と車庫へ出入庫する線路は限られる（※ 北側の折り返し線2線は1番線へ進入できない）。そのため、京成上野・押上方面行きの当駅始発列車は、大多数が2番線より発車する。
- 2024年11月ダイヤ改正以降、北総鉄道及び京急電鉄の車両による夜間外泊がある。

### その他設備
- エスカレーター（改札内コンコース・1 - 4番ホーム間）
- エレベーター（改札内コンコース・1 - 4番ホーム間、出入口・改札外コンコース間）
- 定期券発売所（改札外　営業時間12:00 - 20:00 ただし自動定期券発売機は始発 - 終電）
- ファミリーマート 京成高砂駅店（改札外 旧am/pm）
- カフェミラノ 京成高砂駅店（改札内 旧アートコーヒー）
- ゆうちょ銀行ATM・セブン銀行ATM（改札外）
- ポニークリーニング 京成高砂駅店（改札外）

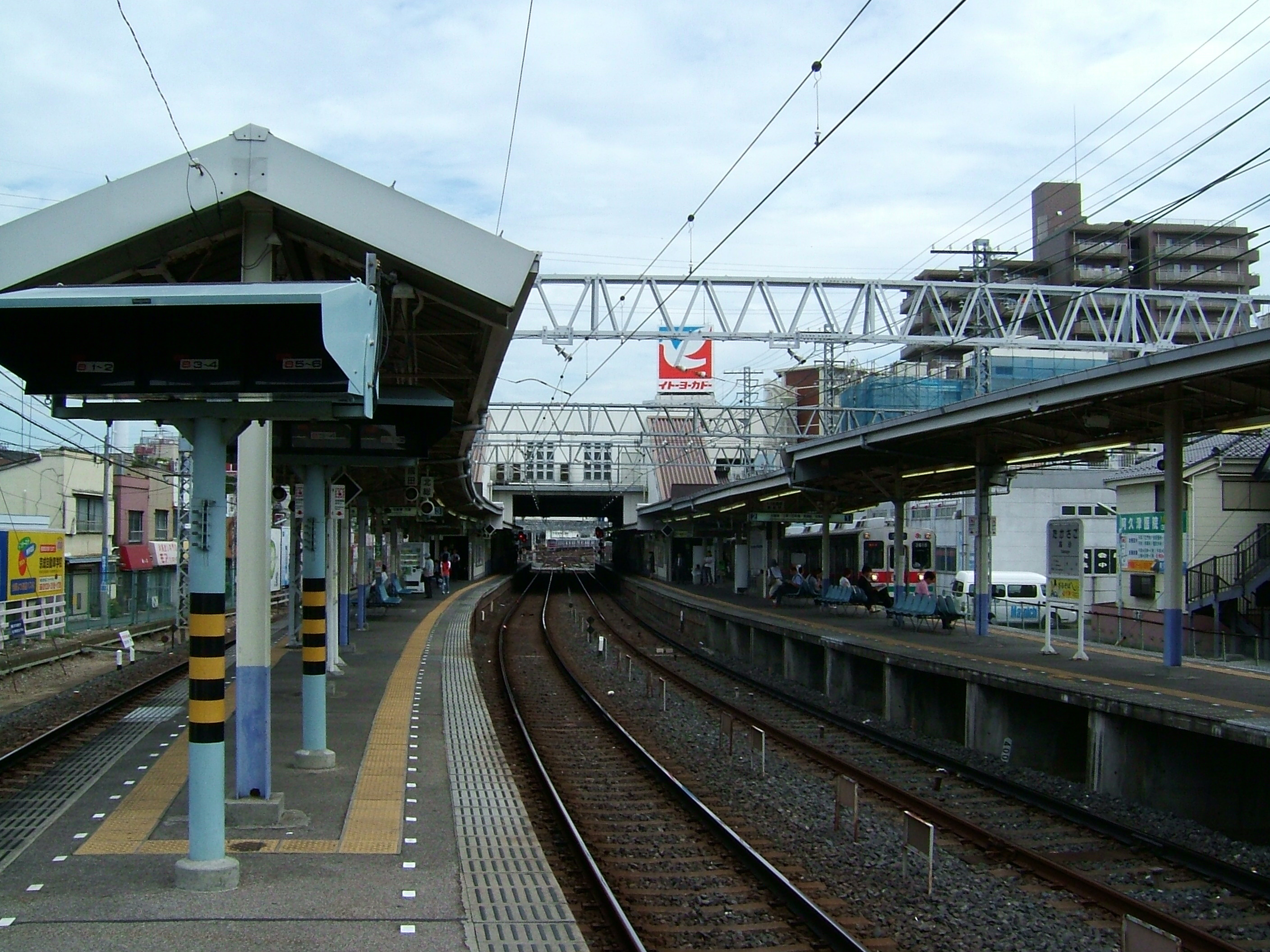
ホーム（2004年9月）
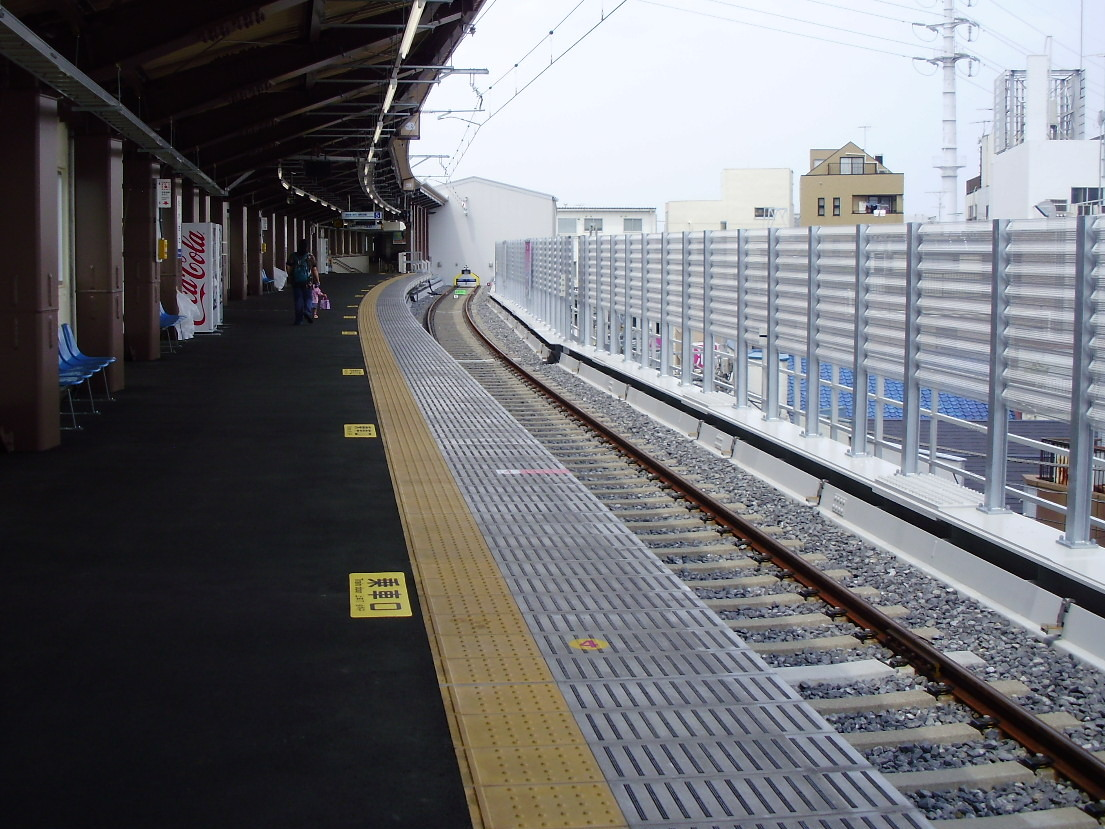
新設された金町線5番線ホーム（2010年7月）
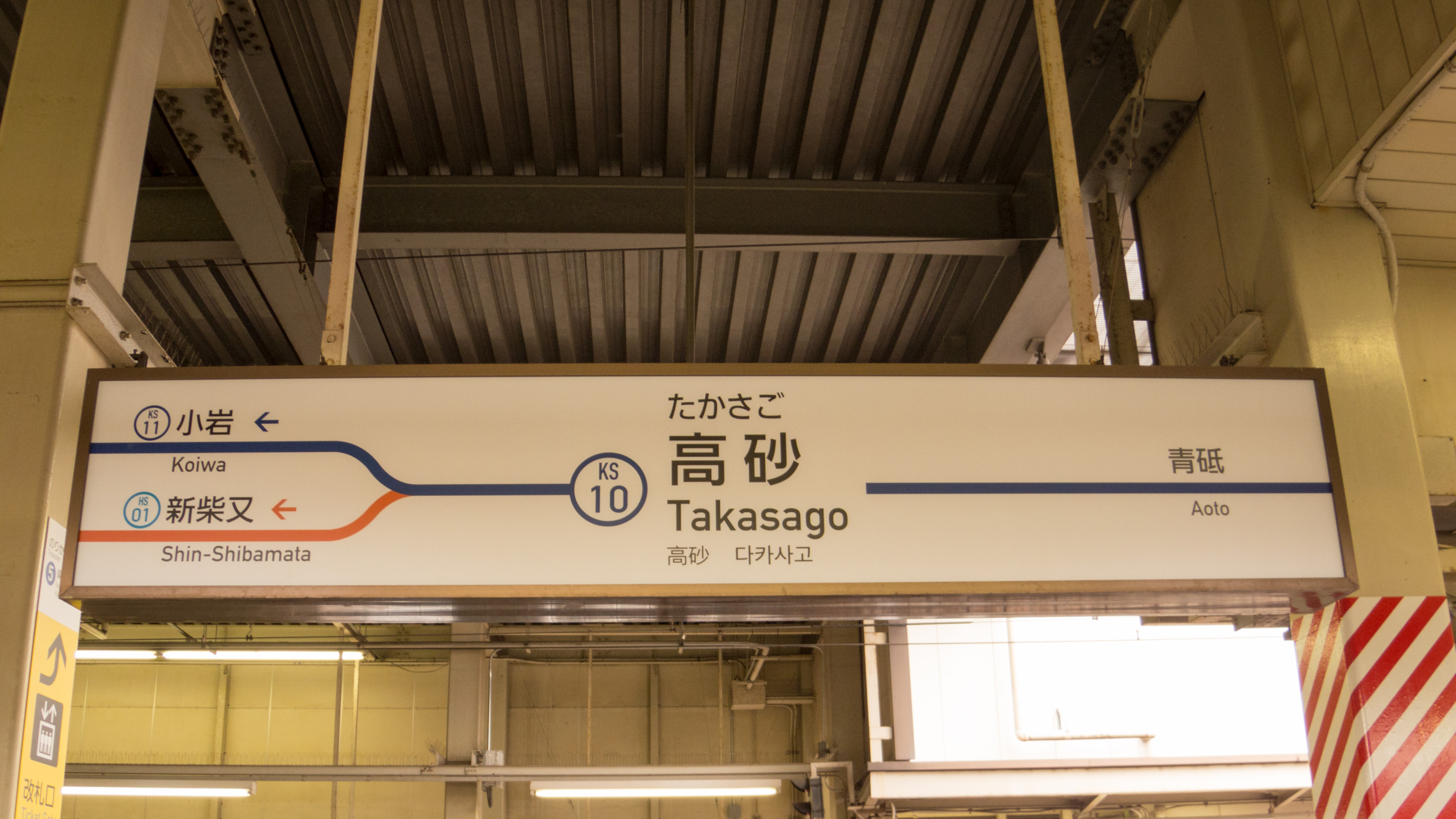
京成本線系駅名標（2015年4月）。新柴又方面は京成成田空港線の橙色線と北総線の水色駅番号が併記。
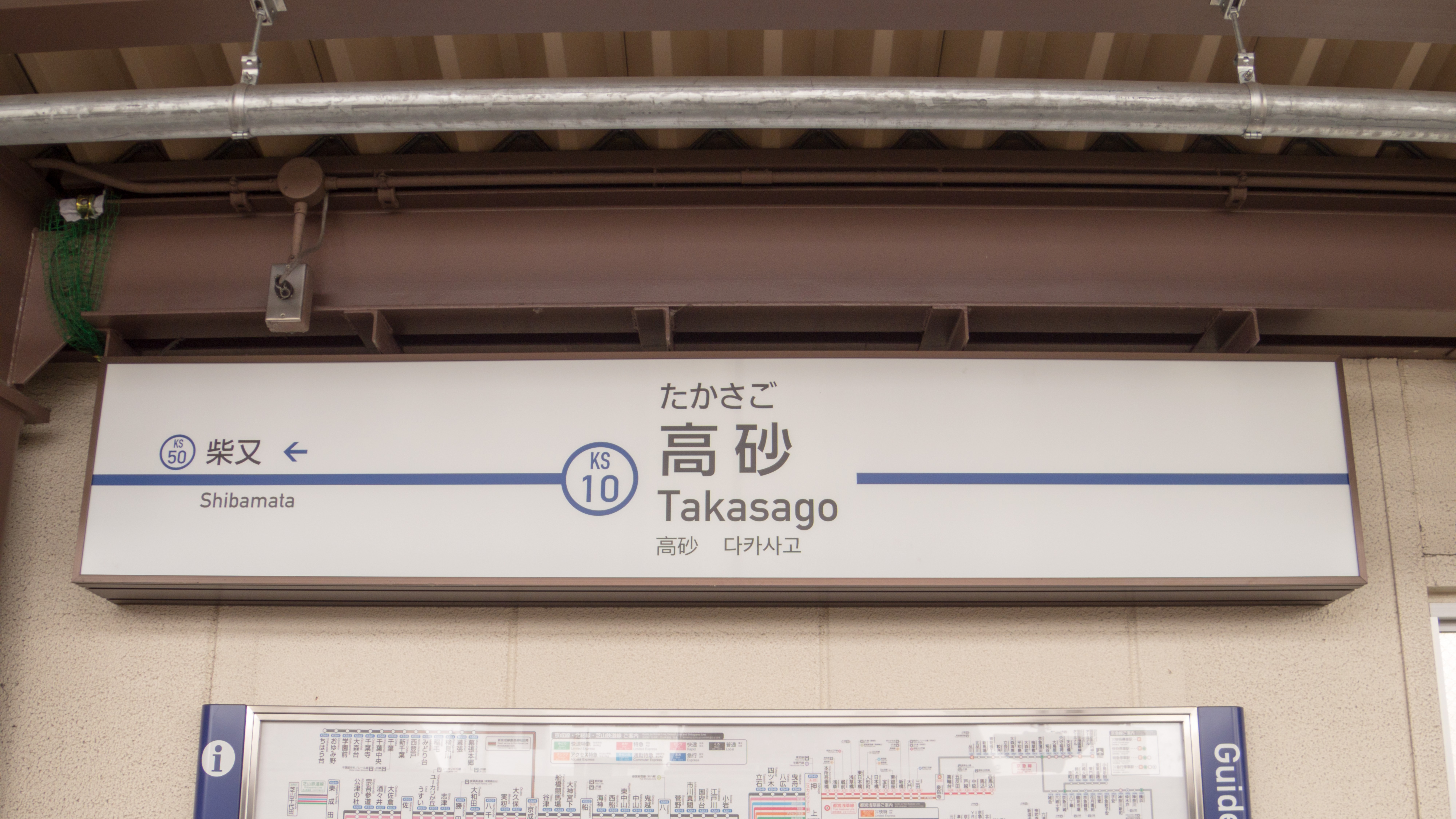
京成金町線駅名標（2015年4月）
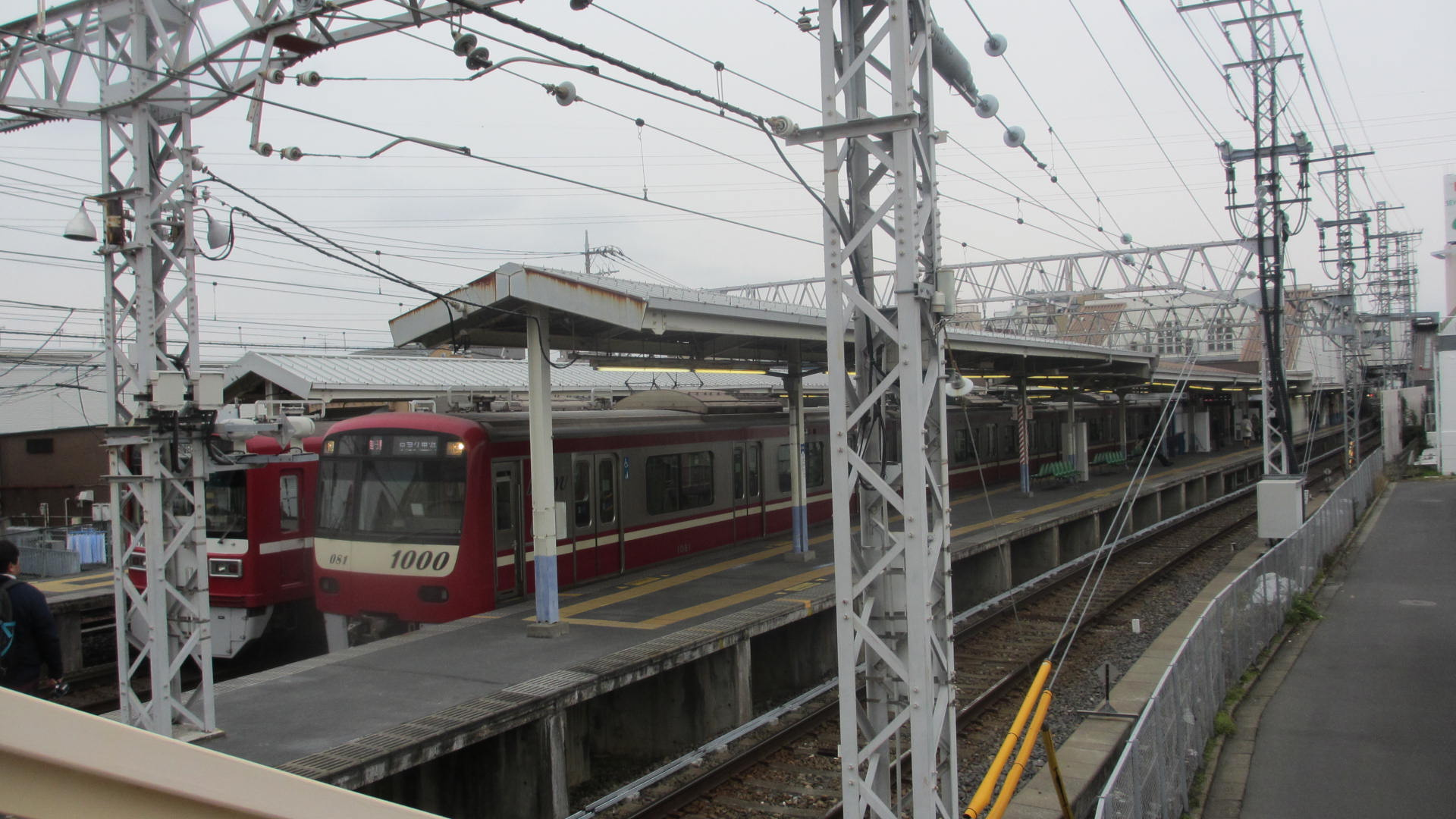
2番線から発車する高砂始発快特 京急久里浜行（2015年4月）

## 行先変更
当駅にて行先・種別を変更する列車が存在する。当該の列車では当駅を境に京成上野・押上・都営浅草線方面では「普通」、京成本線京成佐倉・京成成田方面では「快速」、成田スカイアクセス線成田空港方面では「アクセス特急」として運転され、当駅到着後は行先・列車種別を変えて引き続き運転される。

## 開かずの踏切
駅の東側に高砂1・2号踏切がある。これら2ヶ所の踏切は京成本線と北総線（成田スカイアクセス線）の列車が同時に通過する上、車両基地への入・出庫の列車も低速で通過するため、朝夕通勤時間帯のみならず、昼間帯、夜間でも遮断時間が非常に長い「開かずの踏切」となっている。
かつて、この2ヶ所の踏切は手動昇開式（ワイヤー式第1種乙踏切）で、同様の方式だった東武伊勢崎線竹ノ塚駅（東京都足立区）近くの踏切で2005年（平成17年）3月に発生した踏切事故の影響を受け、2006年（平成18年）9月までにそれぞれ手動ワイヤー式から遮断桿付きの自動式（第1種甲踏切）に変更された。これにより、手動式の特長である臨機応変な開閉対応はできなくなったため、遮断時間は以前より長くなった。以前は踏切を斜めに交差するような形で歩行者用の跨線橋も整備されていたが、金町線ホームの高架化に際して撤去され、踏切を渡らないで対面に向かう場合、現在は踏切の両側に設置されたエレベーターと駅構内の通路を使って横断する。
踏切が自動化されて以降、安全確保のために警備員が常時配置されていたが、2011年（平成23年）4月に1号・2号踏切とも踏切の途中数カ所に非常用ボタンが設置され、現在警備員は配置されていない。
地元からは全面高架化の要望が出ており、葛飾区も連続立体化実現に向けて取り組むと表明している。2022年度に、国から新規着工準備箇所として採択された。

## 利用状況
- 京成電鉄 - 2024年度の1日平均乗降人員は102,056人である[京成 1][注釈 3]。2025年現在、京成本線で最も乗降客が多い。
- 北総鉄道 - 2023年度の1日平均乗降人員は58,759人（乗車人員：29,035人、降車人員：29,724人）である[# 1][注釈 4]。

近年の1日平均乗降人員推移は下表の通りである。
| 年度               | 京成電鉄         | 京成電鉄 | 京成線 北総線 直通人員 |
| 年度               | 1日平均 乗降人員 | 増加率   | 京成線 北総線 直通人員 |
| ------------------ | ---------------- | -------- | ---------------------- |
| 2002年（平成14年） | 81,147           |          |                        |
| 2003年（平成15年） | 81,739           | 0.7%     |                        |
| 2004年（平成16年） | 81,487           | -0.3%    |                        |
| 2005年（平成17年） | 81,587           | 0.1%     |                        |
| 2006年（平成18年） | 83,527           | 2.4%     | 52,192                 |
| 2007年（平成19年） | 87,685           | 5.0%     | 56,174                 |
| 2008年（平成20年） | 90,020           | 2.7%     | 58,809                 |
| 2009年（平成21年） | 90,220           | 0.2%     | 59,364                 |
| 2010年（平成22年） | 92,906           | 3.0%     | 60,417                 |
| 2011年（平成23年） | 93,314           | 0.4%     | 60,345                 |
| 2012年（平成24年） | 95,452           | 1.6%     | 61,966                 |
| 2013年（平成25年） | 96,950           | 1.6%     | 63,056                 |
| 2014年（平成26年） | 96,669           | -0.3%    | 62,950                 |
| 2015年（平成27年） | 98,982           | 2.4%     | 64,377                 |
| 2016年（平成28年） | 101,330          | 2.4%     | 65,858                 |
| 2017年（平成29年） | 104,223          | 2.9%     | 67,668                 |
| 2018年（平成30年） | 106,281          | 2.0%     | 68,914                 |
| 2019年（令和元年） | 106,481          | 0.2%     | 69,095                 |
| 2020年（令和02年） | 78,910           | -25.9%   | 49,958                 |
| 2021年（令和03年） | 79,605           | 0.9%     | 49,298                 |
| 2022年（令和04年） | 90,137           | 13.2%    | 56,665                 |
| 2023年（令和05年） | 97,368           | 8.0%     | 62,227                 |
| 2024年（令和06年） | 102,068          | 4.8%     | 67,049                 |

近年の1日平均乗車人員推移は下表の通りである。
| 年度               | 京成電鉄 | 京成電鉄 | 北総鉄道 | 出典     |
| 年度               | 本線     | 金町線   | 北総鉄道 | 出典     |
| ------------------ | -------- | -------- | -------- | -------- |
| 1990年（平成02年） | 15,852   | 1,063    | -        | [ * 1 ]  |
| 1991年（平成03年） | 29,459   | 1,126    | 13,210   | [ * 2 ]  |
| 1992年（平成04年） | 33,663   | 1,167    | 17,471   | [ * 3 ]  |
| 1993年（平成05年） | 36,101   | 1,170    | 20,200   | [ * 4 ]  |
| 1994年（平成06年） | 37,942   | 1,134    | 22,479   | [ * 5 ]  |
| 1995年（平成07年） | 39,243   | 1,139    | 24,189   | [ * 6 ]  |
| 1996年（平成08年） | 40,274   | 1,118    | 25,321   | [ * 7 ]  |
| 1997年（平成09年） | 41,967   | 1,110    | 26,038   | [ * 8 ]  |
| 1998年（平成10年） | 41,271   | 1,044    | 26,595   | [ * 9 ]  |
| 1999年（平成11年） | 40,434   | 1,025    | 26,142   | [ * 10 ] |
| 2000年（平成12年） | 40,288   | 1,022    | 26,553   | [ * 11 ] |
| 2001年（平成13年） | 40,570   | 975      | 26,945   | [ * 12 ] |
| 2002年（平成14年） | 40,153   | 992      | 26,608   | [ * 13 ] |
| 2003年（平成15年） | 40,366   | 992      | 26,945   | [ * 14 ] |
| 2004年（平成16年） | 40,151   | 1,011    | 26,934   | [ * 15 ] |
| 2005年（平成17年） | 40,151   | 1,027    | 27,219   | [ * 16 ] |
| 2006年（平成18年） | 40,088   | 1,019    | 27,890   | [ * 17 ] |
| 2007年（平成19年） | 43,090   | 1,055    | 29,885   | [ * 18 ] |
| 2008年（平成20年） | 44,151   | 1,101    | 31,299   | [ * 19 ] |
| 2009年（平成21年） | 44,214   | 1,134    | 31,482   | [ * 20 ] |
| 2010年（平成22年） | 48,088   | 1,340    | 32,049   | [ * 21 ] |
| 2011年（平成23年） | 49,038   | 1,363    | 32,025   | [ * 22 ] |
| 2012年（平成24年） | 51,211   | 1,395    | 32,978   | [ * 23 ] |
| 2013年（平成25年） | 52,575   | 1,441    | 30,117   | [ * 24 ] |
| 2014年（平成26年） | 52,630   | 1,394    | 29,887   | [ * 25 ] |
| 2015年（平成27年） | 54,936   | 1,449    | 30,630   | [ * 26 ] |
| 2016年（平成28年） | 56,951   | 1,449    | 31,162   | [ * 27 ] |
| 2017年（平成29年） | 59,436   | 1,501    | 31,940   | [ * 28 ] |
| 2018年（平成30年） | 61,559   | 1,499    | 32,534   | [ * 29 ] |
| 2019年（令和元年） |          |          | 32,579   |          |
| 2020年（令和02年） |          |          | 23,679   |          |
| 2021年（令和03年） |          |          | 23,294   |          |
| 2022年（令和04年） |          |          | 26,585   |          |
| 2023年（令和05年） |          |          | 29,035   |          |

## 駅周辺

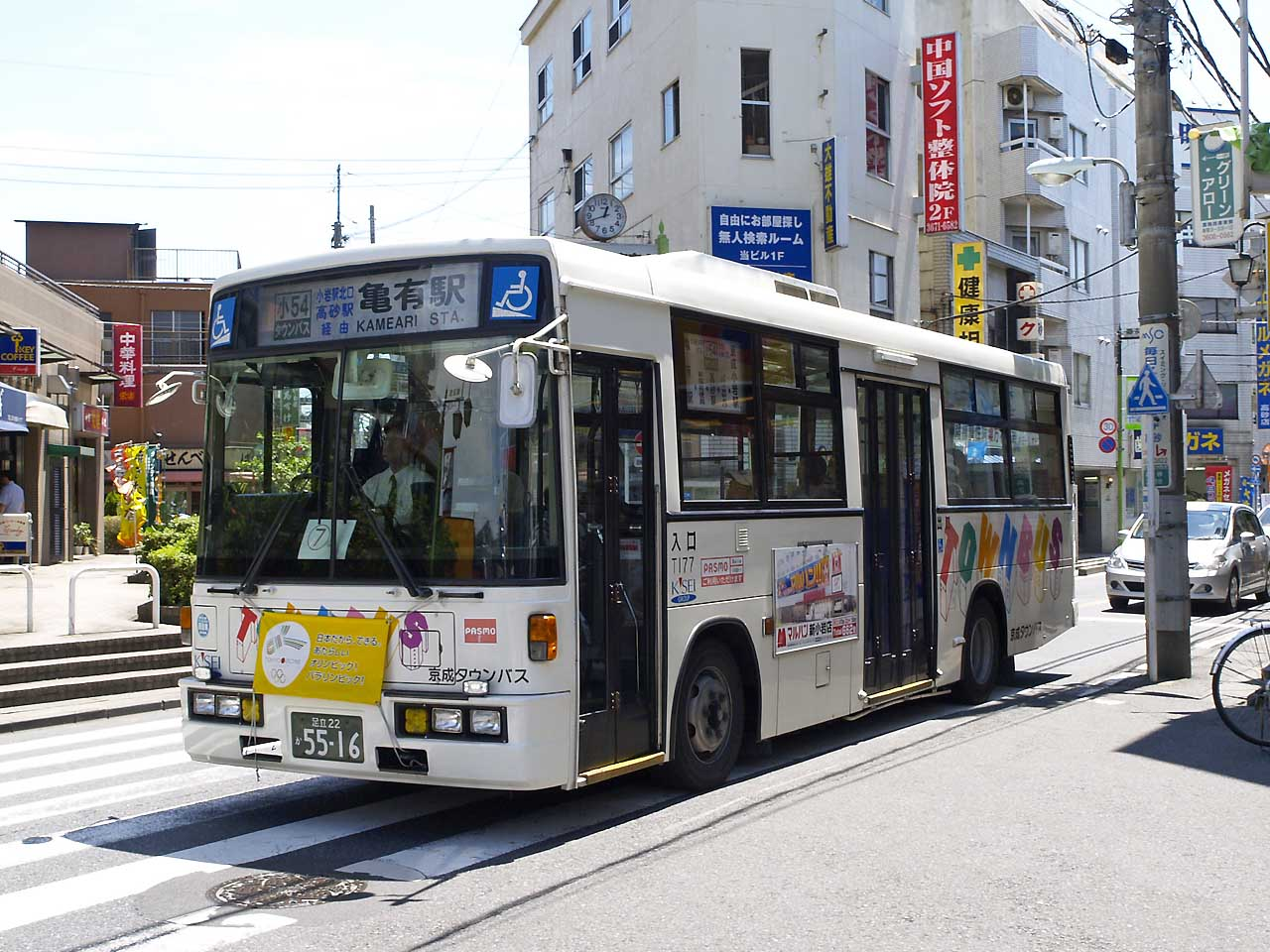
京成タウンバス新宿（にいじゅく）線（駅付近にて）

駅の南側に都営高砂団地があり、駅前にイトーヨーカドーが出店している。駅周辺は住宅や商店など中小の建物が密集している。
駅西方の中川沿いにJR貨物新金貨物線が通っている。

### 北口
- みずほ銀行
- 高砂郵便局
- 城北信用金庫
- 葛飾区高砂児童館
- 京成電鉄
  - 高砂保線区
  - 高砂車庫
  - 高砂乗務区
  - 高砂電力区
  - 第二軌道分区
  - 第三軌道分区
- セルカ 高砂店
- 京成ドライビングスクール
- 葛飾区立桜道中学校

### 南口
- 京成電鉄 お忘れ物センター
- 毎日スポーツプラザ高砂
- 東京東信用金庫
- 青和信用組合 本店
- イトーヨーカドー 高砂店
- 高砂天祖神社
- 都営高砂団地

### バス路線
駅前には交通広場を置くスペースがないため、道路上にある「京成高砂駅」停留所から京成バス東京の路線が発着する。
- 小54 - 金町営業所経由亀有駅行き / 小岩駅北口経由京成小岩駅行き・葛飾営業所行き

## 隣の駅
京成電鉄・北総鉄道
 本線
■快速特急・■通勤特急・■特急
青砥駅 (KS09) - 京成高砂駅 (KS10) - 京成八幡駅 (KS16)
■快速・■普通
青砥駅 (KS09) - 京成高砂駅 (KS10) - 京成小岩駅 (KS11)
 金町線
京成高砂駅 (KS10) - 柴又駅 (KS50)
 北総線・ 成田スカイアクセス線（成田空港線）
■アクセス特急・■特急
青砥駅（京成本線）(KS09) - 京成高砂駅 (KS10) - 東松戸駅 (HS05)
■普通
青砥駅（京成本線）(KS09) - 京成高砂駅 (KS10) - 新柴又駅 (HS01)